# Gustaaf Adolf van Nassau-Idstein
Gustaaf Adolf van Nassau-Idstein (Weilburg, 14 februari 1632 - (gesneuveld) Sint-Gotthard, Hongarije, 1 augustus 1664 n.s.) was erfgraaf van Nassau-Idstein. Hij bekeerde zich tot de Rooms-Katholieke Kerk en werd door zijn vader onterfd. Hij sneuvelde als keizerlijk officier tegen de Turken. Hij stamt uit de Walramse Linie van het Huis Nassau.

## Biografie
Gustaaf Adolf was de oudste zoon van graaf Johan van Nassau-Idstein en Sibylla Magdalena van Baden-Durlach, dochter van markgraaf George Frederik van Baden-Durlach en Juliana Ursula van Salm-Neufville. Zijn ouders noemden hem naar de Zweedse koning Gustaaf II Adolf.
Na een grondige opleiding onder de hofmeester Daniel von Wegener en verschillende reizen naar het buitenland, stuurde zijn vader hem in december 1652 voor regeringszaken naar de rijksdag in Regensburg. Daar kwam hij in contact met de keizerlijke opperhofmaarschalk Heinrich Wilhelm von Starhemberg (1593-1675). Deze was zelf bekeerd tot het katholicisme en zeer ijverig in de missie voor zijn nieuwe geloof. Hij bemiddelde een kennismaking van Gustaaf Adolf met de pater-jezuïet Jodocus Kedd (1597-1657), een toen zeer bekende theoloog.
Na enige tijd trad Gustaaf Adolf toe tot de katholieke kerk. Keizer Ferdinand III was zijn peter en benoemde hem ook tot kamerheer. De vader en de familie waren echter zeer verbijsterd en ze betwijfelden de vrijheid van de beslissing. Op 16 oktober 1653 zette Gustaaf Adolf in een brief aan zijn vader zijn reden tot bekering heel duidelijk uiteen en volhardde, ondanks verzoeken en bedreigingen, in zijn geloofsverandering. Zijn vader sloot hem vervolgens uit van de erfenis.
Gustaaf Adolf begaf zich later naar Mainz en trad in Spaanse militaire dienst. In een gevecht bij Valenciennes raakte hij zwaar gewond. Vervolgens bracht hij verscheidene bezoeken aan zijn vader in Idstein, die een zekere toenadering tot stand brachten. In zijn bekering tot het katholicisme volhardde Gustaaf Adolf echter vastberaden, zodat er in dynastiek opzicht niets veranderde.
Rond 1660 werd Gustaaf Adolf als kolonel keizerlijk officier en ontving een eigen regiment. Hiermee trok hij ten strijde in de oorlog tegen de Turken. Hij sneuvelde op 1 augustus 1664 in de Slag bij Sint-Gotthard in Hongarije. Hij werd volgens een bericht uit die tijd in een kapucijnerkerk bij Fürstenfeld begraven, waarmee vermoedelijk het nabijgelegen Kapucijnerklooster Hartberg bedoeld is.
Gustaaf Adolf was ongehuwd en had geen nakomelingen.